# Dischistodus pseudochrysopoecilus
Dischistodus pseudochrysopoecilus är en fiskart som först beskrevs av Allen och Robertson, 1974.  Dischistodus pseudochrysopoecilus ingår i släktet Dischistodus och familjen Pomacentridae. Inga underarter finns listade i Catalogue of Life.